# Gilet

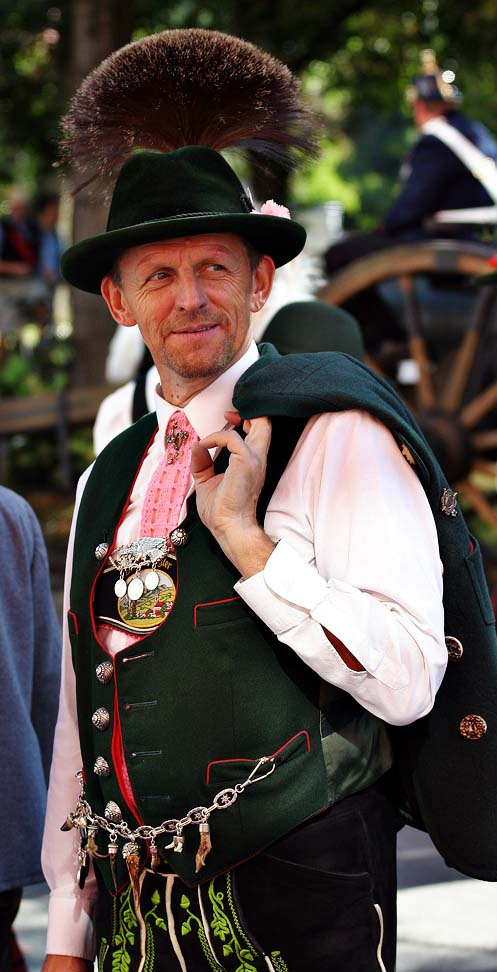
Mann in Miesbacher Tracht mit Gilet

Das Gilet (französisch für „Weste“) ist ein ärmelloses Obergewand für Männer, welches unter dieser Bezeichnung in Altbayern, Baden (Land), der Schweiz und in Österreich verbreitet ist.
Im 17. und 18. Jahrhundert wurde das Gilet als Weste unter dem Justaucorps getragen. Es war oft aus kostbaren Stoffen angefertigt und vorne reich mit Stickereien verziert. Die Rückseite des Gilets blieb unbestickt, da man das Justaucorps darüber trug.
In der Anfangszeit war das Gilet knielang, das heißt so lang wie das Justaucorps, und hatte Ärmel, die im Laufe der Zeit jedoch verschwanden. Von den vielen Knöpfen und Knopflöchern waren die meisten rein dekorativ („blind“), da nur die mittleren geschlossen wurden. Später wurde das Gilet kürzer. Es reichte zum Schluss kaum noch über die Taille und klaffte unten weit auseinander.
In der Schweiz wird auch die Weste üblicherweise als Gilet bezeichnet. Auch in Österreich ist dieser Begriff üblich, wohingegen der Begriff Weste eine abweichende Bedeutung hat. Allgemein wird in Altbayern jede Weste als Gilet bezeichnet, wohingegen unter der Bezeichnung Weste eher eine Strickjacke verstanden wird.
Bei manchen bayerischen Trachten, wie beispielsweise der Miesbacher Tracht, findet sich ebenfalls ein Gilet. Im Gegensatz zu der gestrickten Weste besteht die Vorderseite des Gilets hierbei aus grünem Filz, während die Rückseite aus schwarzem Stoff gefertigt wird. Typisch ist auch der rote Saum.